# 吴柯
吴柯（1962年12月9日—）是一位加拿大华人物理学家。

## 生平
1962年出生在江苏溧阳，毕业于江苏省溧阳中学，1982年毕业于南京工学院（现东南大学），1987年毕业于法国Institut National Polytechnique de Grenoble，1990年在维多利亚大学做博士后工作，1992年进入蒙特利尔大学担任助理教授，1998年被选为终身教授。之后一直担任蒙特利尔工程学院教授

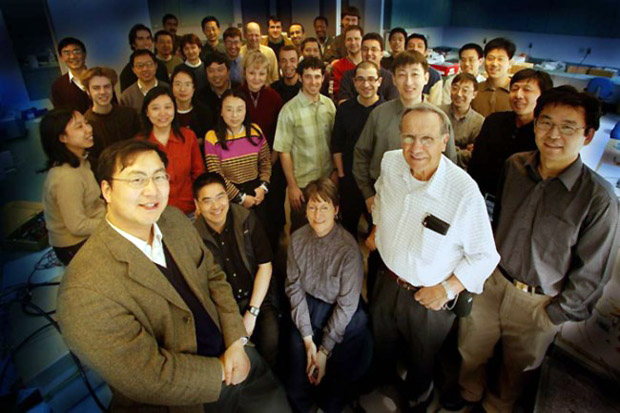
吴柯教授

## 荣誉
- 2001年被选为电气电子工程师学会会士
- 2002年被选为第五批长江学者奖励计划，成为东南大学特聘教授
- 2002年被选为加拿大工程院院士
- 2005年被选为加拿大皇家学会院士